# 劉玄 (成漢)
劉 玄（りゅう げん、生没年不詳）は、中国晋代の人物。蜀漢の劉備の曾孫で、劉永の孫。父の名は不明。

## 略歴
蜀漢が滅亡した後に洛陽へ移され、奉車都尉に任じられ、郷侯と同格の地位を与えられた。
永嘉の乱に一族が巻き込まれ、劉備の子孫はほとんど殺されたが、劉玄だけは蜀の地へ逃れた。当時、蜀一帯を領有して成漢を建国していた巴氐族の李雄によって、大叔父である劉禅の爵位である安楽公に封じられた。やがて、旧臣筋である李寿（李福の孫で李驤の子）をその臣下につけられたという。
永和3年（347年）、東晋の大司馬桓温が成漢へ侵攻し、皇帝李勢は降伏した。桓温に随行していた孫盛は、劉玄と成都で会ったという。